# Нисэй
Нисэй (яп. 二世 второе поколение) — японский термин, используемый в странах Северной и Южной Америки, а также в Австралии для обозначения японцев, родившихся в этих странах. В наши дни используется также термин никкэй (日系), обозначающий на японском языке японское происхождение. Первое поколение иммигрантов называется также иссэй (一世), слово состоит из счётного слова «один» и «поколение». Второе поколение называется, соответственно, нисэй (二世), третье сансэй (三世), четвёртое ёнсэй (四世) и пятое госэй (五世). Однако зачастую уже нисэи или сансэи не знают японского языка.

## Бразильские, американские, канадские и перуанские граждане
Хотя самая первая организованная группа японцев переселилась в 1897 году в Мексику, больше всего выходцев из Японии проживает в Бразилии, США, Канаде и Перу.

### Бразильскиенисэи

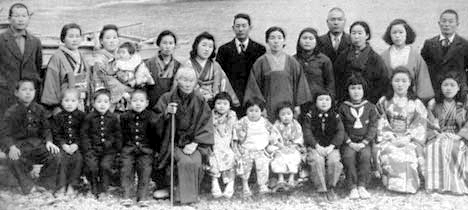
Первые японские иммигранты в Бразилию на борту Касато-мару в 1908 году

Бразилия является домом для многих японцев за пределами Японии, их количество в этой стране оценивается более чем в 1,5 миллиона человек (включая людей смешанной расы или этничности), что больше, чем 1,2 миллиона в США. Японские бразильцы нисэи — важная часть национальных меньшинств этой южноамериканской нации.

### Американскиенисэи
Некоторые американские нисэи родились во время демографического взрыва после Второй мировой войны; но большинство из нисэев, живших в западных штатах США во время второй мировой войны было насильственно интернировано вместе со своими родителями (иссэи) согласно Указу № 9066, который предписывал устранить всех лиц японского происхождения из большей части западных штатов. В некотором смысле дети-нисэи пойманы дилеммой выбора между моделью идентичности своих родителей — «молчаливых» иссэев и «болтливых» американцев. Гавайские нисэи имеют несколько иной исторический опыт.
Яркими представителями нисэи в США являются Дэниел Иноуэ и Фред Корэмацу. Родившийся 7 сентября 1924 года на Гавайях Дэниэл Кэн Иноуэ (яп. 井上 建) был одним из многих молодых нисэев, добровольно пошедших на военную службу в вооружённые силы страны, когда в 1943 году были отменены ограничения на приём американских японцев на военную службу. Фред Тоёсабуро Корэмацу (яп. 是松 豊三郎) (годы жизни 1919—2005) был одним из немногих японских граждан Америки с западного побережья, которые сопротивлялись интернированию во время Второй мировой войны.

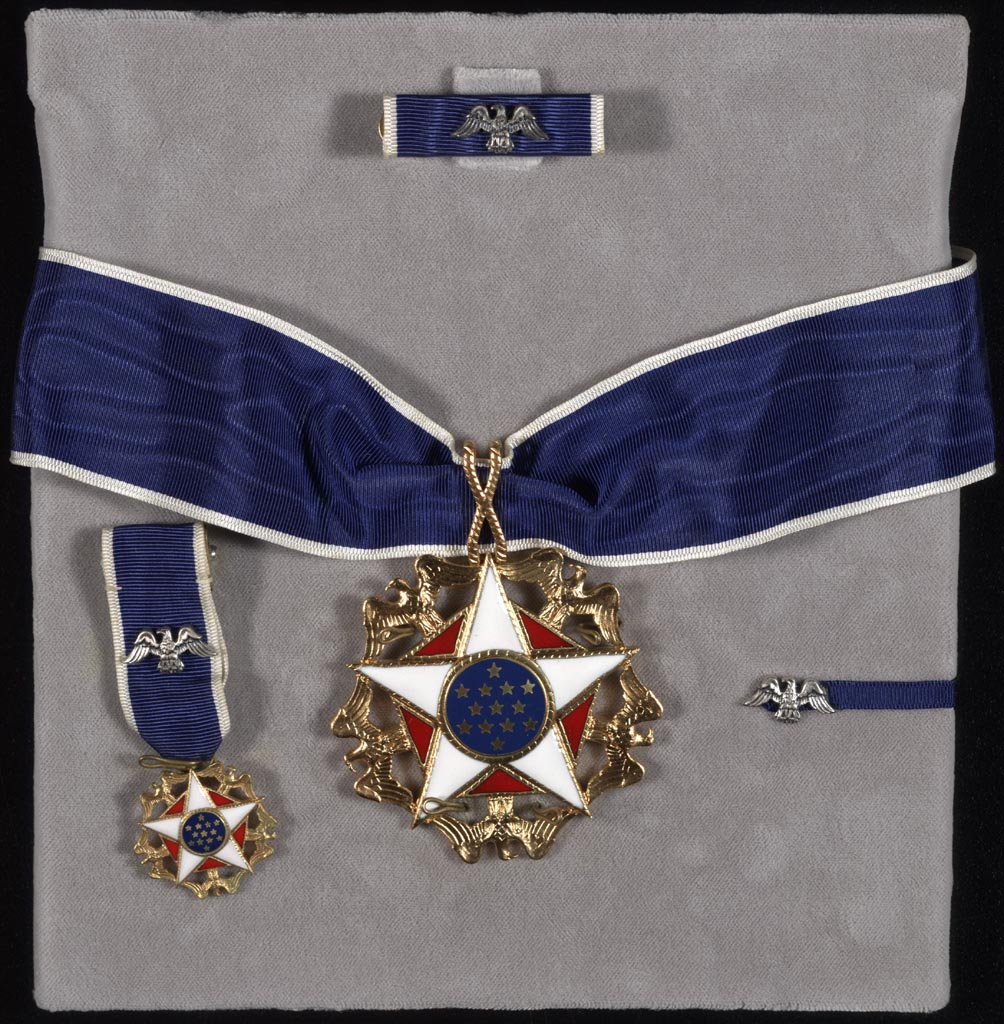
Президентская медаль Свободы, которой был награждён нисэй Фред Корэмацу.

Президентская медаль Свободы, высшая гражданская награда Соединённых Штатов, была вручена Корэмацу в 1998 году. Корэмацу подал заявление в Верховный Суд в 1944 году, оспаривая законность интернирования американских японцев во время войны, но был реабилитирован лишь спустя десятилетия. На церемонии вручения награды в Белом доме президент Клинтон пояснил: «В долгой истории постоянного поиска справедливости в нашей стране, некоторые имена обычных граждан отзываются в миллионах сердец. Плесси, Браун, Паркс … к этому особому списку мы добавляем сегодня имя Фреда Корэмацу».
Подавляющее большинство американских японцев безропотно повиновалось приказу правительства об интернировании, демонстрируя свою лояльность в надежде на улучшение отношения к себе как к американцам. Реакция Корэмацу, напротив, рассматривалась как измена стране и своей общине. На протяжении десятилетий его считали сперва предателем, пробным шаром, помехой и, наконец, героем.
В 1944 году из японских добровольцев, прибывших с Гавайских островов и лагерей для интернированных лиц, был создан 442-й пехотный полк, который участвовал в боях в Южной Франции и в Италии. В полку в общей сложности служило около 14 000 человек, 9 486 из них были удостоены награды «Пурпурное сердце», 21 военный был награждён Медалью Почёта. 100-й батальон полка является рекордсменом по числу награждённых «Пурпурным сердцем» за всю историю американской армии, считая общее количество наград к числу военнослужащих формирования, получив за это прозвище «Батальон Пурпурное сердце» (англ. Purple Heart Battalion).

### Канадскиенисэи
Общины канадских японцев развились в три различные подгруппы, с разными социокультурными связями, общей идентичностью и опытом военного времени.

### Перуанскиенисэи
Среди приблизительно 80 тысяч перуанцев японского происхождения самую большую долю составляют нисэи. Бывший президент Перу Альберто Фухимори был сыном (то есть нисэем) эмигрантов из Кумамото, Япония.

## Книги
- Moulin, Pierre. (1993). U.S. Samurais in Bruyeres : People of France and Japanese Americans: Incredible Story. Luxembourg: CPL Editions. ISBN 2-959-9984-05
- Asahina, Robert. (2007). Just Americans: How Japanese Americans Won a War at Home and Abroad. New York: Gotham Books. ISBN 1-592-40300-X
- Harrington, Joseph D. (1979). Yankee Samurai: The Secret Role of Nisei in America’s Pacific Victory Pettigrew Enterprises. ISBN 0-933-68011-2; ISBN 978-0-933-68011-1
- McNaughton, James. (2006). Nisei Linguists: Japanese Americans in the Military Intelligence Service During World War II. Washington, D.C. : Department of the Army.
- Sterner, C. Douglas (2008). Go For Broke: The Nisei Warriors of World War II Who Conquered Germany, Japan, and American Bigotry. Clearfield : Utah American Legacy Historical Press. ISBN 0-979-68961-9; ISBN 978-0-979-68961-1